# Bruchus emarginatus
Bruchus emarginatus es una especie de escarabajo del género Bruchus, familia Chrysomelidae. Fue descrita científicamente por Allard en 1868.
Habita en Francia, Chequia, Eslovaquia, India y Países Bajos.